# Веллен (Валлония)
Велле́н (фр. Wellin) — коммуна в Валлонии, расположенная в провинции Люксембург, округ Нёфшато. Принадлежит Французскому языковому сообществу Бельгии. На площади 67,52 км² проживают 2941 человек (плотность населения — 44 чел/км²), из которых 48,72 % — мужчины и 51,28 % — женщины. Средний годовой доход на душу населения в 2003 году составлял 10 327 евро.
Почтовый код: 6920-6922, 6924. Телефонный код: 084.